# São José do Calçado
São José do Calçado est une municipalité brésilienne située dans l'État de l'Espirito Santo.